# Willi Zimmermann
Willi Zimmermann (* 5. Juni 1907; † 4. April 1998) war ein deutscher Baubeamter und Heimatforscher. Er war Leiter des Stadtplanungsamts in Heilbronn und legte zahlreiche Veröffentlichungen zur Heilbronner Geschichte vor.

## Leben und Wirken
Seit 1936 war er Diplom-Ingenieur, ab 1940 Baurat und von 1940 bis 1944 im Zweiten Weltkrieg im Wehrdienst. Von 1954 bis 1971 war er Leiter des Stadtplanungsamts. Zimmermann begründete die Abteilung Neckarschifffahrt der Städtischen Museen Heilbronn und erstellte 1980 die Raumplanung für die Dauerausstellung im Alten Milchhof.
Von 1953 bis 1968 war Zimmermann Vorsitzender des Liederkranzes Heilbronn.

## Familie
Er war mit Eleonore („Lore“) geb. Widmann (* 16. August 1907; † 3. Juni 2008) verheiratet.

## Auszeichnungen
1982 erhielt er die Goldene Münze der Stadt Heilbronn und 1988 das Bundesverdienstkreuz am Bande.

## Publikationen

### Aufsätze und Monographien
- mit Detlev Ellmers: Die Heilbronner Einbaum-Fähre. (= Heilbronner Museumsheft. 12). Heilbronn 1987.
- Flößerei in Baden-Württemberg (= Heilbronner Museumskatalog. 28). 1986.
- Kettenschleppschiffahrt auf dem Neckar 1878–1935 (= Heilbronner Museumshefte. 6). 1978.
- Die Schiffahrt auf dem oberen Neckar. (= Heilbronner Museumsheft. 16). 1993.
- Heilbronn : der Neckar: Schicksalsfluß der Stadt (= Heilbronner Stimme / Buchreihe. 10). 1985.[6]
- Der Holzschiffbau in Eberbach. Heilbronn 1982.
- Das Klarakloster – neu entdeckt und rekonstruiert. In: Willi Zimmermann, Christhard Schrenk (Hrsg.): Neue Forschungen zum Heilbronner Klarakloster. (= Kleine Schriftenreihe des Archivs der Stadt Heilbronn. Band 26). Stadtarchiv Heilbronn, Heilbronn 1993, ISBN 3-928990-42-X, S. 7–44.
- Die Baugeschichte des alten Heilbronner Rathauses. In: Amtsblatt für den Stadt- und Landkreis Heilbronn. Nr. 37. Heilbronn 12. September 1963, S. 9–10.
- Die Baugeschichte des alten Heilbronner Rathauses. In: Amtsblatt für den Stadt- und Landkreis Heilbronn. Nr. 38. Heilbronn 19. September 1963, S. 3.
- Wolfganggasse 20 ("Gasthaus zum tapferen Schwaben"). In: Schwaben und Franken. 4. Dezember 1954.[7][8]

- Alte Rathausuhr und ihr Erbauer Uhrmacher Isaak Habrecht von Straßburg. Heilbronn 1953. In: Théodore Ungerer: Les Habrecht : Une dynastie d'horlogers strasbourgeois au XVIe et au XVIIe siècle.[9]
- Vom Neckar zur Aare: Die Geschichte des Raddampfschiffes "Ludwig" – "Stadt Solothurn"; ein früheres Kapitel der Städtepartnerschaft Heilbronn – Solothurn.[10]

### Karten, Pläne und Zeichnungen
- Rekonstruktion des Klaraklosters[11][12]
- Grundriss des Klaraklosters Heilbronn[13]
- Rekonstruktion "Das älteste Heilbronner Rathaus um 1300[14]
- Plan zum Neuaufbau der Altstadt[15]
- Lageplan Lammgasse und Wolfgangsgasse mit Lichtensterner Hof, Beginenhof und Wolfgang-Kapelle[16]